# Iunu (Beamter)
Iunu ist der Name eines hohen altägyptischen Beamten, der in der 4. Dynastie (Altes Reich) unter König Cheops lebte und amtierte. Er ist nur von seiner Mastaba G 4150 in der Nekropole von Gizeh bekannt, wo sich eine Grabplatte mit Opfertischszene fand, die sein Bild zeigt sowie seinen Namen und seine Titel nennt. Demnach war Iunu „Vorsteher der Phylen von Oberägypten“, „Großer der Zehn von Oberägypten“ und „Königssohn“. Der erstere Titel mag andeuten, dass er Arbeiter für den Pyramidenbau in Oberägypten rekrutierte und beaufsichtigte. Arbeiter waren in Phylen organisiert. Der Titel „Königssohn“ ist sicherlich nicht wörtlich zu verstehen, sondern war zu dieser Zeit auch ein Rangtitel.
Die Mastaba des Iunu in Giza ist ein massiver Bau ohne Innenräume. Es lassen sich mehrere Baustufen unterscheiden, wobei vor allem an einem gewissen Zeitpunkt der Bau erheblich erweitert wurde. Im Norden und Osten wurden weitere massive Steinlagen angebaut. Jetzt erhielt der Bau auch an der Ostseite einige Kulträume. Hier fand sich die Stele des Iunu. Die Grabkammer war mit Kalkstein verkleidet. Sie ist über einen Schacht im Zentrum der Mastaba zu erreichen und wurde beraubt aufgefunden.